# Andrés Romero (calciatore 2003)
Andrés Josué Romero Tocuyo (Maturín, 2 aprile 2003) è un calciatore venezuelano, centrocampista del Monagas.

## Carriera

### Club
Ha giocato nella prima divisione venezuelana ed in quella slovacca.

### Nazionale
Ha esordito con la nazionale venezuelana il 27 settembre 2022, nell'amichevole vinta per 0-4 contro gli Emirati Arabi Uniti. Nel 2023 è stato convocato per il campionato sudamericano Under-20.

## Statistiche

### Presenze e reti nei club
Statistiche aggiornate al 28 novembre 2023.
| Stagione        | Squadra             | Campionato      | Campionato | Campionato | Coppe nazionali | Coppe nazionali | Coppe nazionali | Coppe continentali | Coppe continentali | Coppe continentali | Altre coppe | Altre coppe | Altre coppe | Totale | Totale | Totale |
| Stagione        | Squadra             | Comp            | Pres       | Reti       | Comp            | Pres            | Reti            | Comp               | Pres               | Reti               | Comp        | Pres        | Reti        | Pres   | Reti   |        |
| --------------- | ------------------- | --------------- | ---------- | ---------- | --------------- | --------------- | --------------- | ------------------ | ------------------ | ------------------ | ----------- | ----------- | ----------- | ------ | ------ | ------ |
| 2019            | Monagas             | PD              | 1          | 0          | CV              | 1               | 0               | -                  | -                  | -                  | -           | -           | -           | 2      | 0      |        |
| 2020            | Monagas             | PD              | 18         | 0          | -               | -               | -               | -                  | -                  | -                  | -           | -           | -           | 18     | 0      |        |
| 2021            | Monagas             | PD              | 26         | 2          | -               | -               | -               | -                  | -                  | -                  | -           | -           | -           | 26     | 2      |        |
| 2022            | Monagas             | PD              | 29         | 4          | -               | -               | -               | CL                 | 2                  | 0                  | -           | -           | -           | 31     | 4      |        |
| feb.-sett. 2023 | Monagas             | PD              | 19         | 1          | -               | -               | -               | CL                 | 5                  | 0                  | -           | -           | -           | 24     | 1      |        |
| Totale Monagas  | Totale Monagas      | Totale Monagas  | 93         | 7          |                 | 1               | 0               |                    | 7                  | 0                  |             | -           | -           | 101    | 7      |        |
| sett. 2023-2024 | DAC Dunajská Streda | SL              | 2          | 0          | CS              | 3               | 1               | UECL               | -                  | -                  | -           | -           | -           | 5      | 1      |        |
| Totale carriera | Totale carriera     | Totale carriera | 95         | 7          |                 | 4               | 1               |                    | 7                  | 0                  |             | -           | -           | 106    | 8      |        |

### Cronologia presenze e reti in nazionale
| Cronologia completa delle presenze e delle reti in nazionale ― Venezuela | Cronologia completa delle presenze e delle reti in nazionale ― Venezuela | Cronologia completa delle presenze e delle reti in nazionale ― Venezuela | Cronologia completa delle presenze e delle reti in nazionale ― Venezuela | Cronologia completa delle presenze e delle reti in nazionale ― Venezuela | Cronologia completa delle presenze e delle reti in nazionale ― Venezuela | Cronologia completa delle presenze e delle reti in nazionale ― Venezuela | Cronologia completa delle presenze e delle reti in nazionale ― Venezuela |
| Data                                                                     | Città                                                                    | In casa                                                                  | Risultato                                                                | Ospiti                                                                   | Competizione                                                             | Reti                                                                     | Note                                                                     |
| ------------------------------------------------------------------------ | ------------------------------------------------------------------------ | ------------------------------------------------------------------------ | ------------------------------------------------------------------------ | ------------------------------------------------------------------------ | ------------------------------------------------------------------------ | ------------------------------------------------------------------------ | ------------------------------------------------------------------------ |
| 27-9-2022                                                                | Wiener Neustadt                                                          | Emirati Arabi Uniti                                                      | 0 – 4                                                                    | Venezuela                                                                | Amichevole                                                               | -                                                                        | 66’                                                                      |
| 15-11-2022                                                               | Sharja                                                                   | Venezuela                                                                | 2 – 2                                                                    | Panama                                                                   | Amichevole                                                               | -                                                                        | 46’                                                                      |
| 20-11-2022                                                               | Dubai                                                                    | Siria                                                                    | 1 – 2                                                                    | Venezuela                                                                | Amichevole                                                               | -                                                                        | 30’ 83’                                                                  |
| Totale                                                                   |                                                                          | Presenze                                                                 | 3                                                                        |                                                                          | Reti                                                                     | 0                                                                        |                                                                          |